# Austrolimnophila ochracea
Austrolimnophila ochracea là một loài ruồi trong họ Limoniidae. Chúng phân bố ở miền Cổ bắc.